# Équipe du Koweït féminine de football
Cet article traite de l'équipe féminine. Pour l'équipe masculine, voir Équipe du Koweït de football.
Maillots
L'équipe du Koweït féminine de football est l'équipe nationale qui représente le Koweït dans les compétitions internationales de football féminin. Elle est gérée par la Fédération du Koweït de football.
Le Koweït joue son premier match officiel le 22 février 2010 contre la Palestine, pour une défaite sur le score de 17 à 0, pour le compte du premier tour de la Coupe arabe féminine de football. 
Les Koweïtiennes n'ont jamais participé à une phase finale de compétition majeure de football féminin, que ce soit la Coupe d'Asie, la Coupe du monde ou les Jeux olympiques.